# Villers-Saint-Genest

Villers-Saint-Genest este o comună în departamentul Oise, Franța. În 1 ianuarie 2022 avea o populație de 388 de locuitori.